# James Kelsey
James Arthur Kelsey (* 27. August 1952 in Baltimore; † 3. Juni 2007 in Shingleton, Alger County, Michigan; auch Jim Kelsey) war Bischof von Northern Michigan der Episkopalkirche der Vereinigten Staaten von Amerika.

## Leben
Er besuchte die Schule in New York City und Burlington (Vermont). Danach studierte er Philosophie am Ithaca College und machte dort 1974 seinen Abschluss. Seine Ausbildung zum Theologen erfolgte dann am General Theological Seminary bis 1977. Bis zu seiner Priesterweihe 1978 durch Bischof Robert S. Kerr arbeitete er für ein Dekanat im südwestlichen Vermont, wo er für vier Gemeinden assistierte. Als Priester wurde er zum Pfarrer einer Gemeinde in Swanton berufen, diente aber gleichzeitig als „priest-in-charge“ für zunächst drei weitere Missionsgemeinden. In den nächsten Jahren wuchs die Zahl der Gemeinden in diesem Zusammenschluss auf acht, und Kelsey entwickelte ein starkes Interesse an dem Konzept von sogenannten „cluster ministries“. Dieses Konzept der Pfarrtätigkeit zog wegen seines Erfolgs landesweites Interesse auf sich, und die Gemeinde in Swanton wurde 1982 als eine der zehn effektivsten Kirchengemeinden der Episcopal Church in the USA prämiert.
1985 zog Kelsey mit seiner Familie nach Oklahoma, wo er als „Canon Missioner“ (Evangelist) der Episcopal Diocese of Oklahoma für „cluster ministries“ vier Jahre lang diente. Schwerpunkt seiner Arbeit waren acht Gemeinden, die sich über sechs Countys im östlichen Zentraloklahoma erstreckten; seine Dienste als Berater für solche Pfarrkonzepte fanden zunehmend in den ganzen USA und Kanada Anklang. 1989 wurde er in die Diocese of Northern Michigan berufen, um dort als „ministry development coordinator“ zu fungieren. 1999 wurde er zum Bischofsamt gewählt. Kelseys Hauptkonsekrator bei der Bischofsweihe war Presiding Bishop Frank Griswold; Mitkonsekratoren waren sein Vorgänger als Bischof von Northern Michigan Thomas Kreider Ray, Edward Lewis Lee von Western Michigan, Raymond Stewart Wood von Michigan und Edwin Max Leidel von Eastern Michigan.
Kelsey starb 2007 bei einem Autounfall.

## Familie
Kelsey war seit 1976 mit Mary verheiratet, mit der er drei Kinder hatte, die alle zwischenzeitlich erwachsen sind.